# 白浪镇 (商南县)
白浪镇，是中华人民共和国陕西省商洛市商南县一个已撤销的乡级行政区，2015年，陕西省民政厅批复同意撤销白浪镇，将其所辖行政区域划归湘河镇。